# Acton (Massachusetts)
Pour les articles homonymes, voir Acton.
Acton est une ville des États-Unis, dans le Massachusetts, Comté de Middlesex, fondée en 1639. Du temps de la Guerre d'indépendance des États-Unis, Acton engageait des soldats pour combattre les Anglais. C'est pour cette raison que la ville est maintenant un centre historique.
La ville s'étend sur 52,5 km2, comprenant 0,8 km2 d'eau (1,52 % de la surface totale).
Au dernier recensement de 2000, la ville comptait 20 331 personnes. La densité de population s'élevait à 393,1 personnes/km².